# François Demachy
François Demachy (Cannes, 1949) è un profumiere francese.

## Biografia
Nato a Cannes, Demachy ha vissuto quasi tutta la sua vita a Grasse, dove il padre ha una farmacia, presso la quale si serviva anche Edmond Roudnitska.
Dopo aver frequentato vari stage, nel 1971 inizia a lavorare presso Charabot, dove trascorrerà cinque anni, prima di passare a Chanel, dove viene nominato Direttore Ricerca e Sviluppo, collaborando in contemporanea alla realizzazione di tutti i profumi di Chanel, di Ungaro, di Bourjois e di Tiffany.
nel 2006 viene nominato Direttore dello Sviluppo della divisione cosmetici e profumi di LVMH e naso principale di Christian Dior. Inoltre collabora anche alla realizzazione dei profumi Fendi ed Acqua di Parma, sempre del gruppo LVMH.

## Principali profumi creati[2]
Acqua di Parma
- Acqua di Parma Gelsomino Nobile (2011)
- Colonia Intensa (2007)

Bourjois
- Masculin Ouragan (1998)
- Soir de Paris

Dior
- Addict To Life (2011)
- Aqua Fahrenheit (2011)
- Eau sauvage Cologne (2015)
- Eau sauvage Extrême (2010)
- Eau sauvage Fraîcheur Cuir (2007)
- Eau sauvage Parfum (2012)
- Escale a Portofino (2008)
- Escale a Pondichery (2009)
- Escale Aux Marquises (2010)
- Dior Addict 2 Eau Fraiche (2009)
- Dior Addict Shine (2007)
- Dior Homme (2011)
- Dior Homme Parfum (2014)
- Dior Passage No.4 (2007)
- Dior Passage No.8 (2007)
- Dior Passage No.9 (2007)
- Eau Sauvage Fraicheur Cuir (2007)
- Elixir Midnight Poison (2008)
- Fahrenheit 32 (2007)
- Fahrenheit Absolute (2009)
- Hypnotic Poison (2000)
- J`Adore L`Absolu (2007)
- J`adore L`eau Cologne Florale (2009)
- J`Adore L`Or (2010)
- La Collection Couturier Parfumeur (2010)
- Les Creations de Monsieur Dior Diorissimo Eau de Parfum (2009)
- Les Creations de Monsieur Dior Diorling (2012)
- Midnight Poison (2007)
- Miss Dior Cherie (2008)
- Miss Dior Couture Edition (2011)
- Miss Dior Eau Fraiche (2012)
- Sauvage (2015)

Emanuel Ungaro
- Ungaro pour L'Homme (1991ì

Emilio Pucci
- Miss Pucci (2010)
- Vivara (2007)
- Vivara Silver Edition (2008)

Fendi
- Fan di Fendi (2010)
- Palazzo (2005)

Givenchy
- Eaudemoiselle de Givenchy (2010)

Tiffany
- Tiffany (1987)